# Amílcar Cabral
Amílcar Cabral (pronunciat: [ɐmilkaɾ kɐbɾal]), també conegut pel nom de guerra Abel Djassi, (Bafatá, Guinea Bissau, 12 de setembre de 1924 - Conakry, 20 de gener de 1973) fou un enginyer agrícola, escriptor i activista polític guineà, màxim dirigent de la revolució independentista de la Guinea Portuguesa. També va ser un dels líders anti-colonials més importants d'Àfrica liderant el moviment nacionalista a Guinea Bissau i Cap Verd, i la posterior guerra d'independència. Va ser assassinat vuit mesos abans de la declaració unilateral d'independència de Guinea Bissau.

## Primers anys
Cabral va néixer el 12 de setembre de 1924 a Bafatá (Guinea-Bissau) en una família originària de Cap Verd, fill de Juvenal Antônio Lopes da Costa Cabral i d'Iva Pinhel Évora. Va rebre l'educació secundària al Liceu Gil Eanes a Mindelo, i més endavant a l'Instituto Superior d'Agronomia de Lisboa, a la capital portuguesa i aleshores també de l'imperi colonial que governava el seu país i el dels seus pares. Essent estudiant d'agronomia a Lisboa va fundar moviments estudiantils que s'oposaven a la dictadura de Salazar a Portugal i que promovien la causa de l'alliberament nacional de les colònies portugueses a l'Àfrica.
Va tornar a l'Àfrica a la dècada del 1950, on va tenir un rol central en promoure les causes de la independència de les colònies portugueses. Va ser el fundador el 1956 del Partido Africano da Independéncia da Guiné e Cabo Verde (PAIGC) i un dels fundadors del Moviment Popular per a l'Alliberament d'Angola (MPLA) el mateix any, juntament amb Agostinho Neto, que va conèixer a Portugal, i amb altres nacionalistes angolesos.

## Guerra d'independència

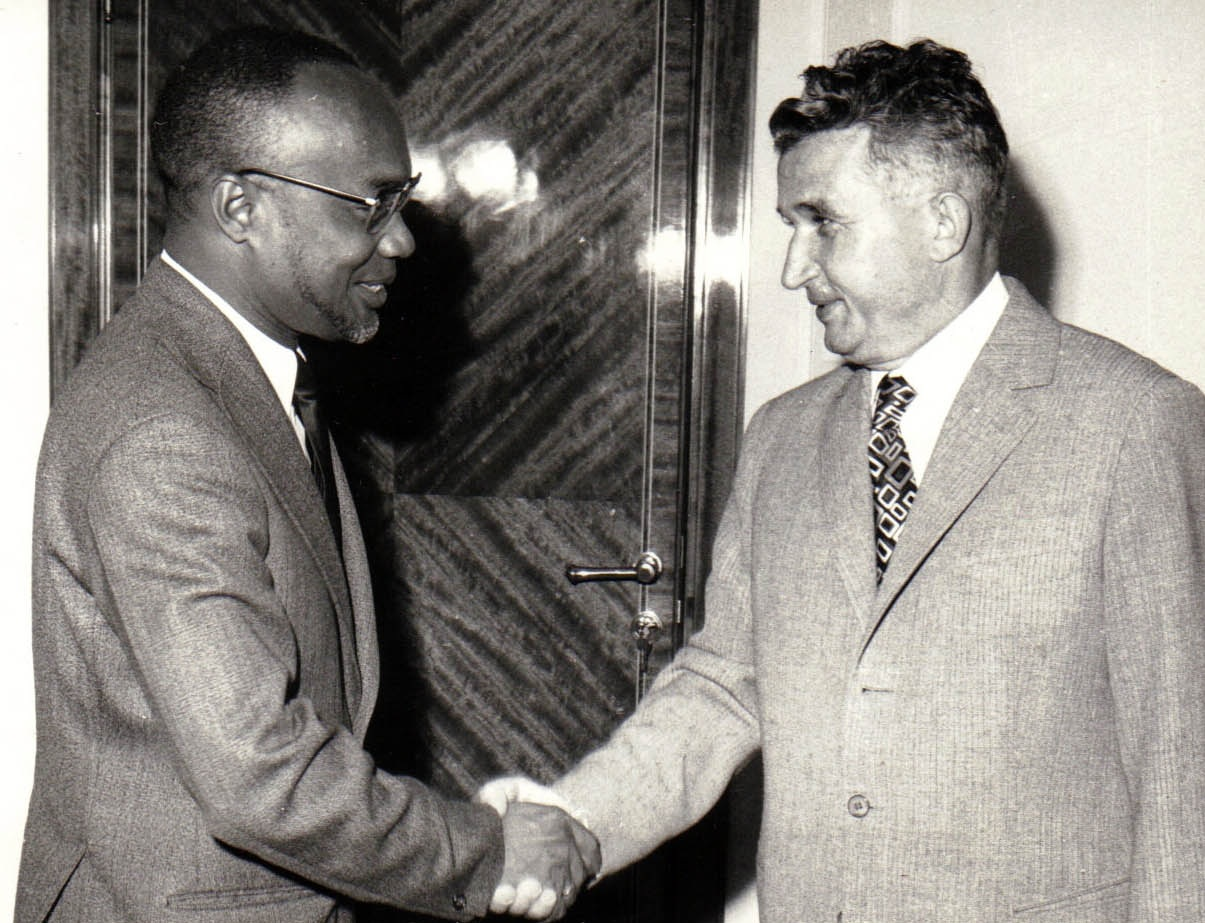
Trobada d'Amílcar Cabral amb el president romanès Nicolae Ceaușescu el 1972

Des de 1963 fins al seu assassinat el 1973, Cabral va ser el dirigent del moviment guerriller del PAIGC a la Guinea Portuguesa contra el govern de la metròpoli, i que va iniciar una de les guerres d'independència més exitoses de la història africana recent. L'objectiu del conflicte era el d'aconseguir l'alliberament tant per la Guinea Portuguesa com per Cap Verd. Durant el transcurs del conflicte, i la captura de territori als portuguesos, Cabral es va convertir en el líder de facto d'una gran porció del que més endavant s'anomenaria Guinea-Bissau.
Cabral va crear camps d'entrenament a Ghana amb el permís de Kwame Nkrumah per a preparar soldats per al conflicte. Cabral va entrenar els seus lloctinents amb diverses tècniques que incloïen pràctiques de conversa que els dotaren de capacitats de comunicació efectiva per a ajudar a mobilitzar els caps tribals de Guinea per a donar suport al PAIGC. Aviat Cabral es va adonar que l'esforç de la guerra només es podia mantenir si les seves tropes s'alimentaven i aprenien a viure de la terra juntament amb la totalitat de la població. Essent agrònom, va poder instruir les seves tropes a ensenyar als camperols del país tècniques millorades de conreu per tal d'augmentar la productivitat i ser capaços d'alimentar les seves famílies i tribus, així com als soldats. Quan no estaven lluitant, els soldats del PAIGC es dedicaven a conrear els camps amb la població local.
Cabral i el PAIGC també van instaurar un sistema de basar que funcionava segons el principi del troc i van aconseguir que béns d'ús comú estiguessin disponibles al camp a preus més baixos que els que oferien els propietaris de botigues colonials. Durant la guerra, Cabral també va muntar un hospital itinerant per a dotar a les seves tropes d'atenció mèdica i millorar la qualitat de vida del país, gràcies a dotacions de la Unió Soviètica i Suècia. Els basars al principi eren només a un lloc, però després esdevingueren també itinerants, ja que eren un objectiu comú dels atacs del règim portuguès.

## Assassinat

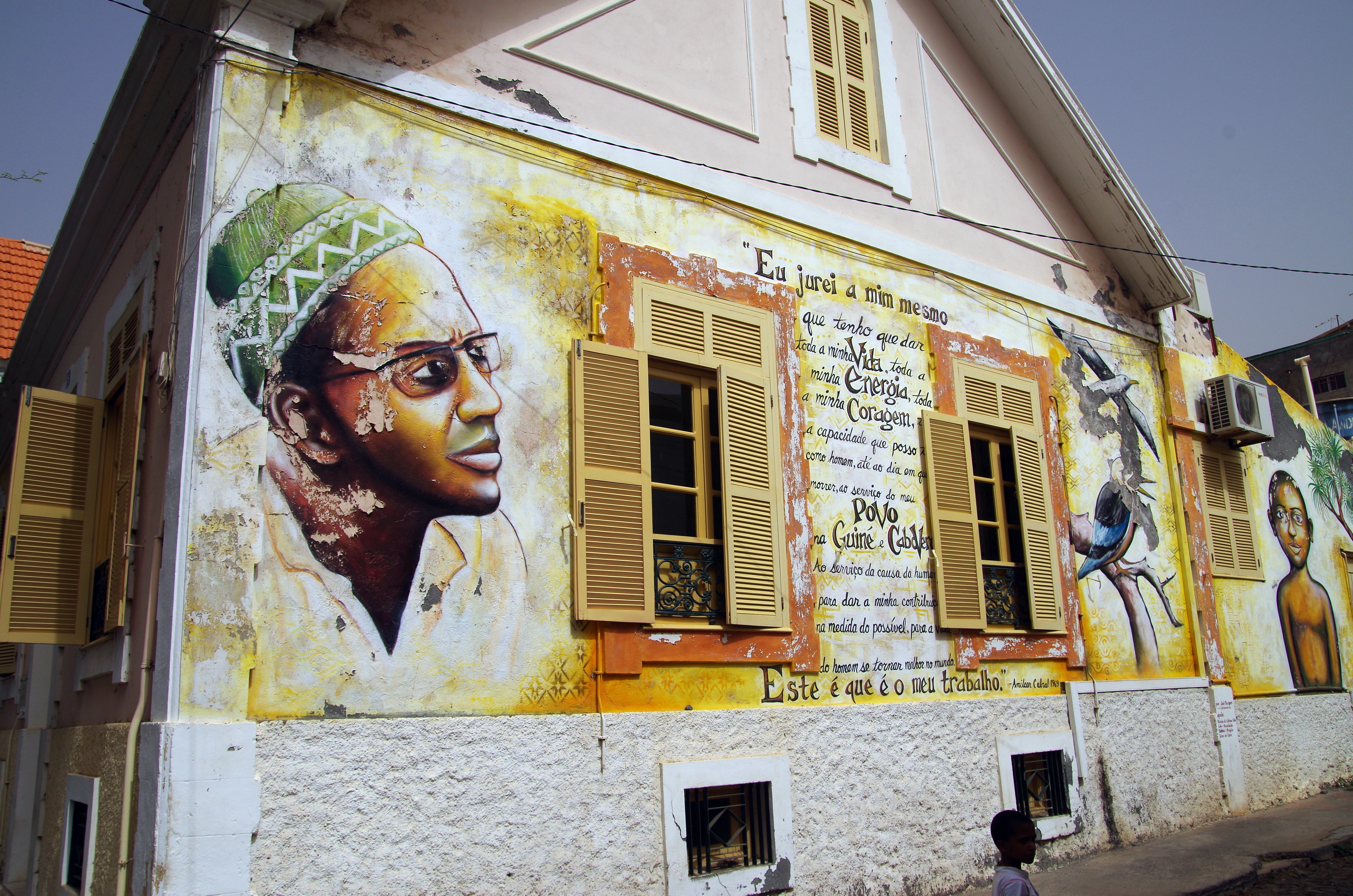
Mural amb la figura de Cabral a la Fundació Amílcar Cabral a Praia (Cap Verd)

El 1972, Cabral va començar a formar una Assemblea Popular per a preparar-se per a la independència de Guinea-Bissau, però el seu rival al PAIGC, Inocêncio Kani, ajudat per agents secrets portuguesos infiltrats dins del partit, li va disparar, assassinant-lo. El pla del govern portuguès, que finalment va fracassar, era d'aliar-se amb el rival de Cabral per a després arrestar-lo i empresonar-lo sota custòdia de les autoritats portugueses. L'assassinat tingué lloc el 20 de gener de 1973 a Conakry. El seu germanastre, Luís Cabral, va esdevenir posteriorment el dirigent de la branca de Guinea-Bissau del partit i finalment esdevingué president del país independent.
Juntament amb les seves funcions de líder guerriller, Cabral rebé molta consideració internacional com un dels més importants pensadors africans del segle xx i per les seves contribucions intel·lectuals per formular un marc teòric cultural, filosòfic i històric per justificar i explicar els moviments pro-independència, com mostren els seus escrits i intervencions en públic.

## Pel·lícules basades en la seva vida
- El pensament polític de Cabral i el seu rol en l'alliberament de les dues colònies està inclòs a la pel·lícula Sans Soleil del francès Chris Marker.[20][21] També apareix en el documental portuguès Amílcar Cabral (2000).
- El documental Cabralista, finalista de la secció documental del Festival Internacional de Cinema de Cap Verd, va aparèixer el 2011.